# تشارلز بوكوالد
تشارلز بوكوالد (بالدنماركية: Charles Buchwald)‏ هو لاعب كريكت ومحامي ولاعب كرة قدم دنماركي، ولد في 22 أكتوبر 1880 في Bjerringbro Municipality ‏ في الدنمارك، وتوفي في 19 نوفمبر 1951 في Hørsholm Municipality ‏ في الدنمارك. شارك مع منتخب الدنمارك لكرة القدم. أما مع النوادي، فقد لعب مع Akademisk Boldklub ‏.

## وصلات خارجية
- تشارلز بوكوالد على موقع قاعدة بيانات كرة القدم.إي يو (الإنجليزية)
- تشارلز بوكوالد على موقع ناشيونال فوتبول تيمز (الإنجليزية)
- تشارلز بوكوالد على موقع عالم كرة القدم.نت (الإنجليزية)
- تشارلز بوكوالد على موقع اللجنة الأولمبية الدولية (الإنجليزية)
- تشارلز بوكوالد على موقع أوليمبيديا (الإنجليزية)